# Brosix
Brosix (anciennement connu sous le nom de Brosix Messagerie Instantanée d'Entreprise) est un logiciel de messagerie instantanée 
sécurisée conçue pour aider les utilisateurs à rester connectés. Le logiciel utilise 
un chiffrement AES 256-bits pour chiffrer les messages, assurant ainsi la sécurité de l'information transmise,.
Il existe deux versions disponibles : Brosix Personnel est un logiciel gratuit pour utilisation personnelle,alors que Brosix 
Business vise les entreprises, leur permettant de créer leur propre réseau de messagerie instantanée. Les fonctions de Brosix incluent la conversation écrite, la conversation vocale, la vidéoconférence, la création et l'envoi instantané de captures d'écran, le transfert de fichiers, le dessin partagé sur tableau blanc, ainsi que le partage d'écran,. On peut retrouver désormais Brosix sur portable androïd ou iOS.
Brosix a reçu des prix au Best IM Client 2009 Award et au Best IM Client 2010 Award (prix du meilleur logiciel de messagerie instantanée 2009 et 2010) organisés par About.com. En 2009, Brosix a remporté le prix de la meilleure fonctionnalité de messagerie instantanée pour son tableau blanc ainsi que le prix des « Développeurs de l'année ». Brosix a été 2e dans la catégorie « Client de messagerie instantanée le plus perfectionné » et 3e dans la catégorie « Meilleur Client de messagerie instantanée 2009 ». En 2010, Brosix a gagné le prix de la « Meilleure fonctionnalité de messagerie instantanée » pour son partage d'écran.